# Ray Junction
Ray Junction è un centro abitato della contea di Pinal, nell'Arizona. Ha un'altitudine stimata di 545 metri sul livello del mare. È stato chiamato così perché era la località in cui la ferrovia si diramava dalla linea principale della Arizona Eastern Railway fino alla miniera di Ray.